# Fairfield Plantation
 (mars 2025).
Fairfield Plantation est une census-designated place située dans le comté de Carroll, dans l’État de Géorgie, aux États-Unis. Lors du recensement de 2020, elle comptait 4 898 habitants.